# Charity Opara
Charity Opara (née le 20 mai 1972 à Owerri) est une athlète nigériane spécialiste du 400 mètres.

## Carrière
Vainqueur du relais 4 × 400 mètres lors des Championnats d'Afrique de 1989, elle conserve son titre lors de l'édition 1990 et se classe par ailleurs deuxième de l'épreuve individuelle derrière sa compatriote Fatima Yusuf. Lors des Jeux africains de 1991, la Nigériane s'adjuge la médaille d'argent du 400 mètres et la médaille d'or du relais 4 × 400 mètres. Elle participe aux Championnats du monde de Tokyo et se classe cinquième de la finale du 4 × 400 m.
Elle est suspendue quatre ans par la Fédération internationale d'athlétisme de 2002 à 2006 à la suite d'un contrôle antidopage positif intervenu en 1992.
En 1996, Charity Opara remporte la médaille d'argent du relais 4 × 400 mètres lors des Jeux olympiques d'Atlanta en compagnie de Bisi Afolabi, Fatima Yusuf et Falilat Ogunkoya. L'équipe du Nigeria s'incline face aux États-Unis mais établit un nouveau record d'Afrique de la discipline en 3 min 21 s 04.
Elle est l'épouse de l'ancien sprinteur nigérian Innocent Asonze.

### Palmarès
| Date | Compétition                    | Lieu     | Résultat | Épreuve   |
| ---- | ------------------------------ | -------- | -------- | --------- |
| 1989 | Championnats d'Afrique         | Lagos    | 1re      | 4 × 400 m |
| 1990 | Championnats du monde juniors  | Plovdiv  | 2e       | 400 m     |
| 1990 | Championnats d'Afrique         | Le Caire | 2e       | 400 m     |
| 1990 | Championnats d'Afrique         | Le Caire | 1re      | 4 × 400 m |
| 1990 | Jeux du Commonwealth           | Auckland | 2e       | 4 × 100 m |
| 1991 | Jeux africains                 | Le Caire | 2e       | 400 m     |
| 1991 | Jeux africains                 | Le Caire | 1re      | 4 × 400 m |
| 1991 | Championnats du monde          | Tokyo    | 5e       | 4 × 400 m |
| 1996 | Jeux olympiques                | Atlanta  | 2e       | 4 × 400 m |
| 1997 | Championnats du monde en salle | Paris    | 5e       | 400 m     |
| 1998 | Championnats d'Afrique         | Dakar    | 2e       | 400 m     |
| 1998 | Finale du Grand Prix           | Moscou   | 2e       | 400 m     |
| 2000 | Jeux olympiques                | Sydney   | 4e       | 4 × 400 m |
| 2000 | Finale du Grand Prix           | Doha     | 3e       | 400 m     |

### Records
| Épreuve | Performance | Lieu   | Date            |
| ------- | ----------- | ------ | --------------- |
| 100 m   | 11 s 40     | Trente | 15 mai 1999     |
| 200 m   | 22 s 60     | Lagos  | 14 mars 1992    |
| 400 m   | 49 s 29     | Rome   | 14 juillet 1998 |